# Yves Roucaute
Yves Roucaute (nascut l'any 1953 a París, França) és un catedràtic en filosofia i ciències polítiques, escriptor, periodista i professor a la Université Paris-Nanterre. També és editor de diaris com "Evénement du Jeudi" i "Alternances", propietari del diari del sud de França "Le Bavar", accionista majoritari de l'empresa "Contemporary Bookstore".

## Obres filosòfiques
- La République contre la démocratie, Paris, Plon, 1996
- Les Démagogues, Paris, Plon, 1999
- La Puissance de la liberté, Paris, Presses universitaires de France, 2004; Paris, Contemporary Bookstore, 2013.
- Le Néoconservatisme est un humanisme, Paris, Presses universitaires de France,2005; Paris, Contemporary Bookstore, 2013.
- Vers la paix des civilisations. Le retour de la spiritualité, Paris, Alban, 2008
- La Puissance d'Humanité du néolithisme aux temps contemporains, le génie du christianisme, Paris, François-Xavier de Guibert, 2011; Paris, Contemporary Bookstore, 2013.
- Eloge du mode de vie à la française, Paris, Editions du Rocher, 2012; Paris, Contemporary Bookstore, 2013
- Histoire de la Philosophie Politique, volume 1, Paris, Contemporary Bookstore, 2014
- Histoire de la Philosophie Politique, volume 2, Paris, Contemporary Bookstore, 2014
- Petit Traité sur les Origines Chrétiennes de la Démocratie Libérale, Paris, Contemporary Bookstore, 2014